# 1055

## Evenimente
- 20 aprilie: În cursul unei campanii în Italia, împăratul Henric al III-lea deschide dieta de la Roncaglia (lângă Piacenza), rezolvând problemele interne ale statului florentin.
- 4 iunie: Are loc un conciliu la Florența, în prezența papei Victor al II-lea și a împăratului Henric al III-lea.
- 24 octombrie: Galezii înfrâng trupele engleze ale lui Ralph "cel Timid", după care asediază Hereford.
- 18 decembrie: Sub conducerea lui Toghrul-Beg, turcii selgiucizi capturează Bagdadul, fiind solicitați în acest sens de către califul abbasid. În continuare, Toghrul Beg preia titlul de sultan și îi îndepărtează pe vizirii șiiți din dinastia bujidă, al căror conducător Al-Malik ar-Rahim este luat prizonier; restaurarea la putere a sunniților.

### Nedatate
- Începe campania regelui Ferdinand I al Castiliei asupra Andalusiei; creștinii aliați ai taifas-urilor musulmane sunt alungați din Seia; regele castilian repopulează Zamora cu creștini aduși din regiunea Cantabriei.
- La moartea lui Rainard, ultimul conte de Sens, comitatul este preluat de regele Henric I al Franței.
- Este atestat cel mai vechi document redactat în limba maghiară, referitor la întemeierea abației Tihany, de pe malul nordic al lacului Balaton.
- Teodora, noua împărăteasă bizantină, este contestată de generalul Nikephoros Bryennios, cantonat în Asia Mică; trupele acestuia ajung până la Chrysopolis, dar generalul este luat prizonier.

## Arte, științe, literatură și filozofie
- Se încheie construirea pagodei Liaodi în Hebei, cea mai înaltă pagodă din China.

## Înscăunări
- 11 ianuarie: Teodora, împărăteasă a Bizanțului (1055-1056)
- 13 aprilie: Papa Victor al II-lea (laic: Gebhard de Dollnstein-Hirshberg), (1055-1057)

## Nașteri
- dată necunoscută: Malik I sultan al Imperiului Selgiuc (d. 1092)
- dată necunoscută: Bertha de Olanda  (d. 1094)
- dată necunoscută: Ademar de Le Puy preot francez (d. 1098)
- dată necunoscută: Henric de Frizia  (d. 1101)
- dată necunoscută: Robert Călugărul  (d. 1122)
- dată necunoscută: Renauld al II-lea de Nevers  (d. 1097)

## Decese
- 11 ianuarie: Constantin al IX-lea "Monomahul", împărat al Bizanțului (n.c. 1000)
- 26 mai: Adalbert de Babenberg, margraf de Austria (n. ?)
- Rainard, conte de Sens (n. ?)
- Rinchen Zangpo, traducător tibetan (n. 958)